# Samsung Galaxy A8 (2016)
Samsung Galaxy A8 (2016) (được viết cách điệu là SAMSUNG Galaxy A86) là điện thoại thông minh Android được sản xuất bởi Samsung Electronics, được ra mắt vào ngày 30 tháng 9 năm 2016 bởi nhà cung cấp điện thoại SK Telecom. tại Hàn Quốc. Không giống như các điện thoại thông minh Galaxy dòng A khác, Galaxy A8 (2016) có bộ vi xử lý tốt giống như Samsung Galaxy S6, Samsung Galaxy S6 Edge và Samsung Galaxy Note 5.
Sau khi ra mắt, Galaxy A8 (2016) được bán ở Hàn Quốc với giá 649,000 won (khoảng 580 USD), vào ngày 1 tháng 10, 2016.

## Phần mềm
Samsung Galaxy A8 (2016) chạy hệ điều hành Android 6.0.1 Marshmallow với Grace UX tương tự Galaxy Note 7. Một chức năng mới "Always on display" hiển thị đồng hồ, lịch, thông báo khi thị bị đang tắt, giống như Samsung Galaxy S7, S7 Edge.